# خوسيه كارلوس دا سيلفا جونيور
خوسيه كارلوس دا سيلفا جونيور (16 يونيو 1926 - 5 مارس 2021) سياسي ورجل أعمال برازيلي.

## السيرة الشخصية
كان عضوًا في الحزب الاجتماعي الديمقراطي وشغل منصب عضو مجلس الشيوخ من عام 1996 إلى عام 1999 ونائب حاكم ولاية بارايبا من عام 1983 إلى عام 1986. وكرجل أعمال شغل منصب مدير ورئيس مجموعة ساو براز، بالإضافة إلى استثماراته في محلات بيع السيارات المستعملة. كما شغل منصب مدير اتحاد صناعات بارايبا ورئيس الرابطة البرازيلية للمقهى. توفي بسبب كوفيد 19 في ساو باولو في 5 مارس 2021، عن عمر يناهز 94 عامًا، خلال الجائحة في البرازيل.